# NK Široki Brijeg
NK Široki Brijeg is een Bosnisch-Kroatische voetbalclub uit Široki Brijeg.
De club werd in 1948 opgericht en trad pas op de voorgrond na de onafhankelijkheid van Bosnië en Herzegovina in de jaren '90. Na de Bosnische Oorlog werd er een eigen competitie opgezet (deze competitie was echter enkel toegankelijk voor de Bosniakse clubs) welke door de UEFA werd erkend. De Kroatische en Servische clubs uit het land moesten dus een eigen competitie opzetten die echter niet officieel was; er kon dus ook geen Europees voetbal gespeeld worden. De club won de eerste vijf titels op rij. Vanaf 1997/98 speelde de kampioen een play-off tegen de Bosnische kampioen.
In 2000 werden de twee competities verenigd en NK werd 7de op 22 clubs. In 2002 werd de club tweede en na een 4de plaats in 2003 werd de club in 2004 voor het eerst kampioen van geheel Bosnië en Herzegovina want dat seizoen hadden ook de Servische clubs zich bij de competitie gevoegd. In 2005 werd de club 3de maar in 2006 werd opnieuw de titel behaald. Ook op Europees vlak doet de club het niet zo slecht en plaatste zich al twee keer voor de eerste ronde van de UEFA Cup.

## Erelijst
- Landskampioen

2004, 2006
- Beker van Bosnië en Herzegovina

Winnaar: 2007, 2013, 2017
Finalist: 2005, 2006, 2012
- Kampioen Herzeg-Bosnië

1994, 1995, 1996 , 1997, 1998

## In Europa
NK Široki Brijeg speelt sinds 2002 in diverse Europese competities. Hieronder staan de competities en in welke seizoenen de club deelnam:
- Champions League (2x)

2004/05, 2006/07
- Europa League (10x)

2009/10, 2010/11, 2011/12, 2012/13, 2013/14, 2014/15, 2016/17, 2017/18, 2018/19, 2019/20
- Conference League (1x)

2021/22
- UEFA Cup (4x)

2002/03, 2005/06, 2007/08, 2008/09